# Sporotrichum sporodochiale
Sporotrichum sporodochiale är en svampart som beskrevs av Arx 1971. Sporotrichum sporodochiale ingår i släktet Sporotrichum och familjen Fomitopsidaceae.   Inga underarter finns listade i Catalogue of Life.